# Monroe megye (Tennessee)
Monroe megye az Amerikai Egyesült Államokban, azon belül Tennessee államban található. Megyeszékhelye Madisonville, legnagyobb városa Sweetwater. Lakosainak száma 46 250 fő (2020. április 1.). Monroe megye Loudon, Blount, Graham, Cherokee, Polk és McMinn megyékkel határos.

## Népesség
A megye népességének változása:
| Lakosok száma | 44 603 | 44 924 | 45 152 | 45 265 | 45 771 | 46 250 |
|               | 2010   | 2011   | 2012   | 2013   | 2015   | 2020   |